# Az Év Edzője a Serie A-ban
Az Év Edzője a Serie A-ban díjat minden évben az „Oscar del calcio” rendezvényen osztja ki az Olasz labdarúgó-szövetség a Serie A legjobb szakvezetőjének.

## Eddigi díjazottak
| Év   | Szakvezető           | Klub           |
| ---- | -------------------- | -------------- |
| 2023 | Luciano Spalletti    | Napoli         |
| 2022 | Stefano Pioli        | AC Milan       |
| 2021 | Antonio Conte        | Internazionale |
| 2020 | Gian Piero Gasperini | Atalanta       |
| 2019 | Gian Piero Gasperini | Atalanta       |
| 2018 | Massimiliano Allegri | Juventus       |
| 2017 | Maurizio Sarri       | Napoli         |
| 2016 | Massimiliano Allegri | Juventus       |
| 2015 | Massimiliano Allegri | Juventus       |
| 2014 | Antonio Conte        | Juventus       |
| 2013 | Antonio Conte        | Juventus       |
| 2012 | Antonio Conte        | Juventus       |
| 2011 | Massimiliano Allegri | Milan          |
| 2010 | José Mourinho        | Inter          |
| 2009 | José Mourinho        | Inter          |
| 2008 | Cesare Prandelli     | Fiorentina     |
| 2007 | Luciano Spalletti    | Roma           |
| 2006 | Luciano Spalletti    | Roma           |
| 2005 | Fabio Capello        | Juventus       |
| 2004 | Carlo Ancelotti      | Milan          |
| 2003 | Marcello Lippi       | Juventus       |
| 2002 | Luigi Del Neri       | Chievo Verona  |
| 2001 | Carlo Ancelotti      | Juventus       |
| 2000 | Sven-Göran Eriksson  | Lazio          |
| 1999 | Alberto Zaccheroni   | Milan          |
| 1998 | Marcello Lippi       | Juventus       |
| 1997 | Marcello Lippi       | Juventus       |

### Klubokként
| Klub           | Edzők | Összesen |
| -------------- | ----- | -------- |
| Juventus       | 5     | 11       |
| Milan          | 3     | 3        |
| Internazionale | 1     | 2        |
| Roma           | 1     | 2        |
| Chievo         | 1     | 1        |
| Fiorentina     | 1     | 1        |
| Atalanta       | 1     | 1        |
| Lazio          | 1     | 1        |

### Országonként
| Ország | Edzők | Összesen |
| ------ | ----- | -------- |
| ITA    | 11    | 20       |
| POR    | 1     | 2        |
| SWE    | 1     | 1        |

## Fordítás
Ez a szócikk részben vagy egészben  a   Serie A Coach of the Year című angol Wikipédia-szócikk fordításán alapul.  Az eredeti cikk szerkesztőit annak laptörténete sorolja fel. Ez a jelzés csupán a megfogalmazás eredetét és a szerzői jogokat jelzi, nem szolgál a cikkben szereplő információk forrásmegjelöléseként.